# Théodore de Banville

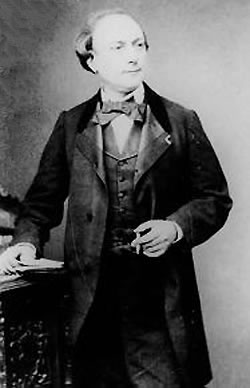
Théodore de Banville

Théodore de Banville (Moulins, Allier, 14 de marzo de 1823-París, 13 de marzo de 1891) fue un poeta y dramaturgo y crítico teatral francés, uno de los principales precursores del parnasianismo.

## Biografía
Fue hijo de Claude Théodore Faullain de Banville (1785-1846) y de Zélie Huet (1799-1876). Realizó sus estudios en el liceo Condorcet. Vivió en París desde los siete años de edad, donde recibió una esmerada formación humanística que desarrolló su innata vocación literaria. Integrado, ya en plena juventud, en los círculos artísticos e intelectuales de la ciudad del Sena, pronto pasó a formar parte del grupo de jóvenes autores que, sujetos a la influencia de un mentor literario y espiritual de la talla de Théophile Gautier, dieron lugar al denominado "Parnasse contemporain".
Victor Hugo y Théophile Gautier le animaron a que escribiera poesía y pronto se convirtió en una figura destacada de este arte. Colaboró como crítico dramático en distintos periódicos y diarios como le Pouvoir (1850) y le National (1869), convirtiéndose en miembro de la Revue fantaisiste (1861), donde también aparecían poetas que darían origen al movimiento parnasianista y otros movimientos del siglo XIX.
En 1866 se casa con Marie-Élisabeth Rochegrosse y organizó la primera representación de Gringoire. Un año más tarde publicó Les Exilés, que dedica a su mujer y que consideraría como una de sus mejores obras.
El 24 de mayo de 1870 recibe la carta de un joven poeta que en ese año apenas tenía 15 años: Arthur Rimbaud. En dicha carta Rimbaud le copia distintos poemas de su creación, como Ophélie, Sensation, Soleil et chair, con la intención de poder recibir su apoyo para negociar con el editor Alphonse Lemerre, haciendo referencia de la siguiente forma:
«(...)Que si je vous envoie quelques-uns de ces vers,-et cela en passant par Alph. Lamerre, le bon éditeur- c'est que j'aime tous les poètes (...)»
Así, en noviembre de 1871, Banville acoge en su casa a Rimbaud, aunque meses más tarde éste criticaría la poesía de Théodore en un poema titulado Ce qu'on dit au poète à propos des fleurs.
En 1872, con la publicación del Petit Traité de poésie française, Théodore de Banville rompería con el Simbolismo anterior. Junto con Charles Asselineau se encargaría de realizar la tercera edición de Las flores del mal de Charles Baudelaire.
Moriría poco después de haber publicado Marcelle Rabe. Fue enterrado en el cementerio de Montparnasse.

## Obras
- 1842, Les Cariatides (poesía).
- 1846, Les Stalactites (poesía).
- 1852, Le Feuilleton d'Aristophane (teatro).
- 1856, Odelettes (poesía) y Le Beau Léandre (teatro).
- 1857, Odes Funambulesques y Le sang de la coupe (poesía), Le Cousin du Roi (teatro).
- 1859, Esquisses parisiennes (poesía).
- 1863, Diane au bois (teatro).
- 1864, Les Fourberies de Nérine (teatro).
- 1865, La Pomme (teatro).
- 1866, Gringoire (pieza de teatro), comedia histórica, dedicada a Victor Hugo.
- 1866, 1871, 1876, colaboración en el Le Parnasse contemporain.
- 1867, Les Exilés (poesía).
- 1870, Florise (teatro).
- 1871, Idylles prussiennes (poesía).
- 1872, Petit Traité de poésie française, poesía, contrario al Simbolismo.
- 1873, Trente-six Ballades joyeuses (poesía).
- 1874, Rondels composés à la manière de Charles d'Orléans y Les Princesses (poesía).
- 1875, Les Occidentales et Rimes dorées (poesía).
- 1876, Deïdamia (teatro).
- 1877, La Perle (teatro).
- 1878, Roses de Nöel.
- 1881, Contes pour les Femmes.
- 1882, Contes féeriques y Mes souvenirs.
- 1883, Nous tous.
- 1884, Contes héroïques y Riquet à la houppe (teatro).
- 1885, Contes bourgeois, Lettres chimériques, Les servantes, Socrate et sa femme (teatro).
- 1887, Madame Robert y Le baiser (teatro).
- 1888, Les belles poupées.
- 1891, Sonnailles et clochettes, y Marcelle Rabe (novela).

Obras póstumas
- 1892, Dans la fournaise (poesía).
- 1893, Ésope (teatro).
- 1917, Critiques.